# エリオット・ゴールデンサール
エリオット・ゴールデンサール（Elliot Goldenthal、1954年5月2日 - ）は、アメリカ合衆国・ニューヨーク市ブルックリン出身の作曲家。

## 略歴
高校卒業後、マンハッタン音楽学校で学んだ。
2002年、妻であるジュリー・テイモア監督の『フリーダ』でアカデミー作曲賞を受賞した。

## 主な作品

### 映画音楽
- 『ペット・セメタリー』 - Pet Sematary (1989年)
- 『ドラッグストア・カウボーイ』 - Drugstore Cowboy (1989年)
- 『エイリアン3』 - Alien 3 (1992年)
- 『デモリションマン』 - Demolition Man (1993年)
- 『インタビュー・ウィズ・ヴァンパイア』 - Interview with the Vampire: The Vampire Chronicles (1994年)
- 『タイ・カップ』 - Cobb (1995年)
- 『バットマン フォーエヴァー』 - Batman Forever (1995年)
- 『ヒート』 - Heat (1995年)
- 『評決のとき』 - A Time to Kill (1996年)
- 『マイケル・コリンズ』 - Michael Collins  (1996年)
- 『バットマン&ロビン Mr.フリーズの逆襲』 - Batman & Robin  (1997年)
- 『ブッチャー・ボーイ』 - The Butcher Boy (1998年)
- 『スフィア』 - Sphere (1998年)
- 『タイタス』 - Titus (1999年)
- 『ファイナルファンタジー』 - Final Fantasy: The Spirits Within  (2001年)
- 『ギャンブル・プレイ』 - The Good Thief (2002年)
- 『フリーダ』 - Frida (2002年)
- 『S.W.A.T.』 - S.W.A.T. (2003年)
- 『アクロス・ザ・ユニバース』 - Across the Universe (2007年)
- 『パブリック・エネミーズ』 - Public Enemies (2009年)
- 『テンペスト』 - The Tempest (2010年)
- 『夜が明けるまで』 - Our Souls at Night (2017年)
- 『グロリアス 世界を動かした女たち』 - The Glorias (2020年)